# U-22-Leichtathletik-Länderkampf der Frauen 1986 BR Deutschland – Frankreich – Polen – Tschechoslowakei
| 16. Leichtathletik-Länderkampf mit bundesdeutscher Beteiligung 1986                    | 16. Leichtathletik-Länderkampf mit bundesdeutscher Beteiligung 1986 |
| -------------------------------------------------------------------------------------- | ------------------------------------------------------------------- |
|                                                                                        |                                                                     |
| U22-Ländervergleich der Frauen: BR Deutschland – Frankreich – Polen – Tschechoslowakei |                                                                     |
| Austragungsort                                                                         | Recklinghausen                                                      |
| Wettbewerbe                                                                            | 14                                                                  |
| Datum                                                                                  | 3. August                                                           |
| 1. FRG 2. CSK 3. FRA 4. POL                                                            | 137 Punkte 134 Punkte 116 Punkte 088 Punkte                         |
| Chronik                                                                                |                                                                     |
| ← FRG-FRA-POL-CSK U22 (M)                                                              | ITA-FRG (M) →                                                       |

Im sechzehnten Vergleich des Länderkampfjahres 1986 gab es auch für den weiblichen Nachwuchs am 3. August in Recklinghausen einen Länderkampf der Altersgruppe U22. Nachwuchsvergleiche waren für Frauen und Juniorinnen bislang nicht ausgetragen worden. Wie bei den Männern und Junioren kamen die gegnerischen Teams aus Frankreich, Polen und der Tschechoslowakei.

## Modus
Ausgetragen wurden vierzehn Wettbewerbe. Aus dem damaligen olympischen Wettbewerbskatalog für Frauen fehlte mit dem 3000-Meter-Lauf nur die Langstrecke. Die Teams traten in den Einzeldisziplinen mit jeweils zwei Teilnehmerinnen an, in den Staffeln war jedes Land einmal vertreten. Alle Wettbewerbe waren vollständig besetzt, auch Polen stellte im Gegensatz zum Länderkampf Männer nur in einer Disziplin, dem 400-Meter-Hürdenlauf, kein komplettes Team – hier war nur eine polnische Läuferin am Start. In den Einzelwettbewerben erhielt die Siegerin neun Punkte, die Zweitplatzierte sieben, die Drittplatzierte sechs, die Viertplatzierte fünf Punkte usw. In den Staffeln gab es zehn zu sieben zu vier zu zwei Punkte.

## Ergebnis
Der Ausgang des Wettkampfs war enger als bei den Männern, In den Einzelläufen erzielte Frankreich drei Siege in den Disziplinwertungen, die Bundesrepublik und die Tschechoslowakei je zwei. Von den Staffeln gewannen die Tschechoslowakei und Frankreich je eine. Im Bereich Sprung kamen die bundesdeutschen und tschechoslowakischen Sportlerinnen zu je einem Disziplingewinn. In der Kategorie Wurf/Stoß entschied Polen zwei Wettbewerbe für sich, Deutschland eine. Auch dieses Aufeinandertreffen beendete das bundesdeutsche Team mit 137 Punkten wie bei den männlichen Leichtathleten siegreich. Allerdings betrug der Vorsprung hier lediglich drei Punkte. Mit 134 Punkten kam die Tschechoslowakei auf den zweiten Platz vor Frankreich (116 Punkte). Polen wurde mit 88 Punkten Vierter und Letzter.

## Einzelresultate

### 100 m
| Platz | Athletin           | Land | Zeit (s) |
| ----- | ------------------ | ---- | -------- |
| 1     | Joanna Smolarek    | POL  | 11,80    |
| 2     | Marie-Josée Hontas | FRA  | 11,89    |
| 3     | Claudia Lepping    | FRG  | 11,91    |
| 4     | Corinne Blanchard  | FRA  | 12,07    |
| 5     | Monika Špičková    | CSK  | 12,10    |
| 6     | Heike Leonhard     | FRG  | 12,15    |
| 7     | Dana Wegerová      | CSK  | 12,28    |
| 8     | Dorota Krawczak    | POL  | 12,32    |

Wind: −0,69 m/s

### 200 m
| Platz | Athletin          | Land | Zeit (s) |
| ----- | ----------------- | ---- | -------- |
| 1     | Fabienne Ficher   | FRA  | 23,69    |
| 2     | Joanna Smolarek   | POL  | 23,76    |
| 3     | Jana Niková       | CSK  | 24,34    |
| 4     | Renata Černochová | CSK  | 24,39    |
| 5     | Corinne Blanchard | FRA  | 24,40    |
| 6     | Birgit Meyer      | FRG  | 24,46    |
| 7     | Susanne Knaupp    | FRG  | 24,68    |
| 8     | Małgorzata Owcarz | POL  | 24,77    |

Wind: −1,01 m/s

### 400 m
| Platz | Athletin          | Land | Zeit (s) |
| ----- | ----------------- | ---- | -------- |
| 1     | Ute Lix           | FRG  | 53,40    |
| 2     | Martina Raabová   | CSK  | 54,46    |
| 3     | Zuzana Machtková  | CSK  | 54,56    |
| 4     | Silke-Beate Knoll | FRG  | 54,58    |
| 5     | Juliette Mato     | FRA  | 54,87    |
| 6     | Odile Tissier     | FRA  | 56,31    |
| 7     | Monika Szulc      | POL  | 58,95    |
| 8     | Renata Sosin      | POL  | 59,59    |

### 800 m
| Platz | Athletin           | Land | Zeit (min) |
| ----- | ------------------ | ---- | ---------- |
| 1     | Gabriela Sedláková | CSK  | 2:04,52    |
| 2     | Gabriela Lesch     | FRG  | 2:05,21    |
| 3     | Rita Marquard      | FRG  | 2:05,86    |
| 4     | Petra Pokorná      | CSK  | 2:06,01    |
| 5     | Joanna Siemieniuk  | POL  | 2:07,49    |
| 6     | Barbara Gourdet    | FRA  | 2:07,89    |
| 7     | Iwona Pospieszyl   | POL  | 2:08,57    |
| 8     | Veronique Butin    | FRA  | 2:13,85    |

### 1500 m
| Platz | Athletin            | Land | Zeit (min) |
| ----- | ------------------- | ---- | ---------- |
| 1     | Jana Kučeríková     | CSK  | 4:15,81    |
| 2     | Claudia Borgschulze | FRG  | 4:16,69    |
| 3     | Alena Močáriová     | CSK  | 4:18,16    |
| 4     | Sabine Kunkel       | FRG  | 4:18,53    |
| 5     | Aleksandra Gralar   | POL  | 4:21,75    |
| 6     | Claudie Boistel     | FRA  | 4:22,99    |
| 7     | Bozena Dziubinska   | POL  | 4:25,92    |
| 8     | Joëlle Franc        | FRA  | 4:28,16    |

### 100 m Hürden
| Platz | Athletin            | Land | Zeit (s) |
| ----- | ------------------- | ---- | -------- |
| 1     | Monique Éwanjé-Épée | FRA  | 13,52    |
| 2     | Ulrike Denk         | FRG  | 13,64    |
| 3     | Jitka Tesárková     | CSK  | 13,77    |
| 4     | Véronique Truwant   | FRA  | 14,00    |
| 5     | Gabi Lippe          | FRG  | 14,09    |
| 6     | Barbara Latos       | POL  | 14,14    |
| 7     | Grażyna Ostrowska   | POL  | 14,49    |
| 8     | Jana Petříková      | CSK  | 14,71    |

Wind: −1,45 m/s

### 400 m Hürden
| Platz | Athletin          | Land | Zeit (s) |
| ----- | ----------------- | ---- | -------- |
| 1     | Beate Holzapfel   | FRG  | 57,99    |
| 2     | Helene Huart      | FRA  | 58,28    |
| 3     | Sabine Zwiener    | FRG  | 58,82    |
| 4     | Zuzana Machotková | CSK  | 59,21    |
| 5     | Blanka Haková     | CSK  | 59,69    |
| 6     | Monique Dile      | FRA  | 60,36    |
| 7     | Danuta Plucienik  | POL  | 67,98    |

Polen trat hier mit nur einer Teilnehmerin an.

### 4 × 100 m Staffel
| Platz | Besetzung        | Land                                                                | Zeit (s) |
| ----- | ---------------- | ------------------------------------------------------------------- | -------- |
| 1     | Frankreich       | Valérie Rome Florence Moulineau Véronique Clachet Corinne Blanchard | 45,31    |
| 2     | BR Deutschland   | Margit Schiller Heike Leonhard Susanne Knaupp Claudia Lepping       | 45,62    |
| 3     | Tschechoslowakei | Monika Špičková Dana Wegerová Renata Černochová Jana Niková         | 45,72    |
| 4     | Polen            | Joanna Smolarek Grażyna Ostrowska Dorota Krawczak Małgorzata Owcarz | 46,22    |

### 4 × 400 m Staffel
| Platz | Besetzung        | Land                                                                     | Zeit (min) |
| ----- | ---------------- | ------------------------------------------------------------------------ | ---------- |
| 1     | Tschechoslowakei | Blanka Haková Petra Pokorná Martina Raabová Gabriela Sedláková           | 3:35,38    |
| 2     | BR Deutschland   | Silke-Beate Knoll Nicole Leistenschneider Beate Holzapfel Sabine Zwiener | 3:36,54    |
| 3     | Frankreich       | Juliette Mato Helene Huart Marie-Josée Hontas Barbara Gourdet            | 3:37,28    |
| 4     | Polen            | Renata Sosin Joanna Siemieniuk Iwona Pospieszyl Monika Szulc             | 3:57,17    |

### Hochsprung
| Platz | Athletin          | Land | Höhe (m) |
| ----- | ----------------- | ---- | -------- |
| 1     | Yvona Tichopadová | CSK  | 1,83     |
| 2     | Iwona Jakobczak   | POL  | 1,83     |
| 3     | Kerstin Sasse     | FRG  | 1,83     |
| 4     | Kirsten Peter     | FRG  | 1,81     |
| 5     | Hélène Lefèvre    | FRA  | 1,78     |
| 6     | Ivana Jobbová     | CSK  | 1,78     |
| 7     | Nathalie Said     | FRA  | 1,75     |
| 8     | Renata Pytelewska | POL  | 1,40     |

### Weitsprung
| Platz | Athletin           | Land | Weite (m) |
| ----- | ------------------ | ---- | --------- |
| 1     | Annette Hellig     | FRG  | 6,25      |
| 2     | Silke Harms        | FRG  | 6,19      |
| 3     | Christine Doux     | FRA  | 6,10      |
| 4     | Jana Vystejnová    | CSK  | 6,09      |
| 5     | Caroline Missoudan | FRA  | 6,08      |
| 6     | Eva Kotvasová      | CSK  | 6,07      |
| 7     | Renata Pytelewska  | POL  | 6,03      |
| 8     | Hanna Horyd        | POL  | 6,01      |

### Kugelstoßen
| Platz | Athletin          | Land | Weite (m) |
| ----- | ----------------- | ---- | --------- |
| 1     | Małgorzata Wolska | POL  | 17,12     |
| 2     | Hana Misarová     | CSK  | 15,91     |
| 3     | Dorota Waszouk    | POL  | 15,13     |
| 4     | Yveta Kudrnová    | CSK  | 14,97     |
| 5     | Sylvie Guillot    | FRA  | 14,58     |
| 6     | Ursula Kreutel    | FRG  | 14,19     |
| 7     | Annick Maurice    | FRA  | 13,81     |
| 8     | Silke Hachenberg  | FRG  | 11,01     |

### Diskuswurf
| Platz | Athletin           | Land | Weite (m) |
| ----- | ------------------ | ---- | --------- |
| 1     | Renata Katewicz    | POL  | 58,62     |
| 2     | Martina Polisenská | CSK  | 54,10     |
| 3     | Yveta Kudrnová     | CSK  | 50,90     |
| 4     | Danuta Zrajkowska  | POL  | 49,52     |
| 5     | Agnes Teppe        | FRA  | 49,04     |
| 6     | Isabelle Devaluez  | FRA  | 47,72     |
| 7     | Ursula Kreutel     | FRG  | 47,46     |
| 8     | Silke Hachenberg   | FRG  | 46,14     |

### Speerwurf
| Platz | Athletin          | Land | Weite (m) |
| ----- | ----------------- | ---- | --------- |
| 1     | Rita Knoll        | FRG  | 52,84     |
| 2     | Nathalie Porgye   | FRA  | 49,96     |
| 3     | Monika Fiafialoto | FRA  | 49,90     |
| 4     | Karen Rumohr      | FRG  | 48,04     |
| 5     | Jadwiga Kubicka   | POL  | 47,74     |
| 6     | Jitka Stolfová    | CSK  | 47,28     |
| 7     | Elzbieta Liasiak  | POL  | 44,78     |
| 8     | Marcela Jirku     | CSK  | 43,56     |